# Francisco Méndez Colmenero
Francisco Méndez Colmenero ( n. 1955) es un botánico, y biólogo español. Ha desarrolla su actividad investigadora en el Departamento de Biología Vegetal, de la Facultad de Biología, en la Universidad de Murcia.

## Algunas publicaciones

### Libros
- * alonso verde López, diego rivera Núñez, francisco Méndez Colmenero. 1997. Frutos secos, oleaginosos, frutales de hueso, almendros y frutales de pepita. Vol. 1 de Las variedades tradicionales de frutales de la cuenca del río Segura. Catálogo etnobotánico. Edición ilustrada de EDITUM, 360 pp. ISBN 8476847440 en línea

## Honores
Miembro de
- Asociación Murciana de Amigos de las Plantas[2]

- La abreviatura «F.Méndez» se emplea para indicar a Francisco Méndez Colmenero como autoridad en la descripción y clasificación científica de los vegetales.[3]